# Менахем Азария из Фано
Менахем Азария из Фано, также Иммануил / Иммануэль из Фано; Менахем де-Панно или Азария де-Панно (1548—1620), — итальянский богатый раввин, талмудист, каббалист и меценат; автор многих сочинений, включая книгу «Переселение душ» («Гилгул Нешамот»).
Первым из каббалистов, вопреки мнению Соломона Лурии, ввёл «Зо́гар» в число источников галахи, но наряду со второстепенными, то есть мнение Зогара принимается к руководству в случае, если оно не противоречит Талмуду.

## Биография
Выходец из знатного рода, которому ЕЭБЕ посвятила статью. Родился в 1548 г. в городе Фано Папской области. Его отец, рабби Исаак Беререхия, дал сыну разностороннее талмудическое и светское образование. Его учителями были Исмаил Ханина из Валмонтоне, бывший раввином в Ферраре и главный раввин в Мантуе, и раввин Исаак Фоа. Каббалу изучал у pабби Эзры из Мантуи, а впоследствии у pабби Израэля Саруга из Цфата.
Саругу, родом из Египта, удалось привлечь на свою сторону этого богача, и Менахем стал тратить большие средства на приобретение сочинений Кордоверо и во многом способствовал утверждению в Италии лурианской каббалы. В 1574—1575 годы Иосиф Каро печатал в Венеции свой «Кесеф Мишне» — комментарий к кодексу Маймонида «Мишне Тора», и он поручил Менахему редактировать и наблюдать за печатанием.
По свидетельству Иммануила Абоаба, Менахем жил некоторое время в Реджио; но большую часть своей жизни провёл в Мантуе, где его талмудическая школа привлекла много учеников из Италии, Германии и Польши. Учениками Менахема были: Аарон Берехия из Модены, Элиезер-Нахман Фоа из Реджио, Исаак Берехия, Исаак бен-Мордехай из Польши, Моисей бен-Самуил Казес и сын Менахема, Исаак из Фано.
В 1588 году Моисей Басола получил в дар от Менахема Азарии рукопись сочинения Кордоверо «Томер Дво́ра» («Пальма Деворы»), которое он и издал.
Умер в 1620 г. в Мантуе (Мантуанское герцогство).

## Труды
- «Переселение душ» («Гилгул Нешамот», букв. «Колесо душ»; также «Гилгулей нешамот»; «Перевоплощения душ» и «Сефер ха-Гилгулим») — перечисляет 159 личностей, объясняя, кто был чьим гилгулем (воплощением). Упомянуты библийские персонажи (Лот, Авраам и другие) и Аристотель, Маймонид, Ромул и Рем, Навуходоносор II, Нерон[8]. Есть в интернете под заголовком «Импринты, матрицы и парадигмы в лурианской каббале».
- «Альфаси зута» (изд. с комментарием Коронеля, Иерусалим, 1885)[9].
- «Асара маамарот»[10]
- Респонсы изданы в Дигернфурте в 1788 г.[11]